# IC 1535
IC 1535 ist eine Spiralgalaxie vom Hubble-Typ Sb im Sternbild Andromeda am Nordsternhimmel. Sie ist schätzungsweise 242 Millionen Lichtjahre von der Milchstraße entfernt.
Das Objekt wurde am 6. Juli 1888 vom Astronomen Edward Emerson Barnard entdeckt.